# ديفوسية ياكوشيمية
ديفوسية ياكوشيمية (الاسم العلمي: Devosia yakushimensis) هي نوع من البكتيريا، هوائية متحركة سلبية الغرام، تتبع جنس الديفوسية. عُزلت من نبات كودزو في اليابان.